# Густав Відеркер
Густав Відеркер (нім. Gustav Wiederkehr, 2 жовтня 1905, Швейцарія — 7 липня 1972, Цюрих, Швейцарія) — швейцарський дипломат, діяч міжнародного футболу, був президентом УЄФА з 1962 року і до самої своєї смерті 1972 року. Помер від серцевого нападу.